# CAVE PARTY
「CAVE PARTY」（ケイヴ パーティ）はザ・クロマニヨンズの2ndアルバムである。

## 概要
前作『ザ・クロマニヨンズ』から1年もたたないうちに発売されたクロマニヨンズの2ndアルバムである。
2ndシングル「紙飛行機」や3rdシングル「ギリギリガガンガン」なども収録された全14曲入りのアルバム（ただし、「紙飛行機」はシングルとは別テイク）。
前作でレコーディングは3日で出来るとわかったので、わざとダラダラやったら今作は5日かかったという。作業は初めからモノラルで行われ、最後にステレオ・ミックスに変換。同時発売となったアナログ盤は、元のモノラル・ミックスで収録されている。
初回生産限定盤には、レコーディング・ドキュメンタリー映像を含む「cro-magnons TV SPECIAL」を収録したDVDが付いている。

## 収録曲
| 全編曲: ザ・クロマニヨンズ。 |                         |            |       |
| #                            | タイトル                | 作詞・作曲 | 時間  |
| 1.                           | 「ギリギリガガンガン」  | 真島昌利   | 3:05  |
| 2.                           | 「東京ジョニー ギター」 | 真島昌利   | 2:39  |
| 3.                           | 「悲しみのロージー」    | 甲本ヒロト | 3:30  |
| 4.                           | 「メガトンブルース」    | 甲本ヒロト | 2:03  |
| 5.                           | 「むしむし軍歌」        | 甲本ヒロト | 4:52  |
| 6.                           | 「こたつねこ」          | 真島昌利   | 3:19  |
| 7.                           | 「はさんじゃうぜ」      | 真島昌利   | 3:54  |
| 8.                           | 「ゴーロマンス」        | 甲本ヒロト | 2:40  |
| 9.                           | 「うめえなあもう」      | 甲本ヒロト | 3:38  |
| 10.                          | 「夢の島バラード」      | 甲本ヒロト | 4:11  |
| 11.                          | 「レフュージア」        | 真島昌利   | 4:00  |
| 12.                          | 「ゼロセン」            | 甲本ヒロト | 4:58  |
| 13.                          | 「いきなりくる」        | 真島昌利   | 3:39  |
| 14.                          | 「紙飛行機」            | 真島昌利   | 3:27  |
| 合計時間:                    | 合計時間:               | 合計時間:  | 49:55 |

| #  | タイトル                   | 作詞 | 作曲・編曲 |
| -- | -------------------------- | ---- | ---------- |
| 1. | 「Cro-magnons TV Special」 |      |            |

### 楽曲解説
「ギリギリガガンガン」
3rdシングル。映画『ワルボロ』主題歌。
「東京ジョニー ギター」
映画『ROBO☆ROCK』主題歌。
「うめえなあもう」
吉野家CMソング。
「夢の島バラード」
詞の中に「東京都江東区」が出てくる。その「夢の島」がモチーフ。
「レフュージア」
曲自体はTHE HIGH-LOWSの頃にすでに出来ていたと真島は語っている。
「ゼロセン」
発売前から、ライブでは歌われていた。
「紙飛行機」
2ndシングル。シングルとは別テイクで、ドラムが前面に出てきており、ギターが若干押さえ目になっている。

## 参加アーティスト
ザ・クロマニヨンズ
- 甲本ヒロト（ボーカル、ブルースハープ）
- 真島昌利（ギター）
- 小林勝（ベース）
- 桐田勝治（ドラム）